# Marzenia i koszmary
Marzenia i koszmary – tytuł zbioru opowiadań Stephena Kinga opublikowanych w 1993.

## Spis opowiadań
W zbiorze znajdują się 21 opowiadań, 1 wiersz (Brooklyński sierpień), jeden esej (Pałka niżej!), jedna sztuka sceniczna (Przepraszam, to nie pomyłka) oraz noty dotyczące wybranych utworów.
- Cadillac Dolana (Dolan's Cadillac)
- Koniec całego bałaganu (The End of the Whole Mess)
- Udręka małych dzieci (Suffer The Little Children)
- Nocny latawiec (The Night Flier)
- Popsy (Popsy)
- To żyje w nas (It Grows On You)
- Gryziszczęka (Chattery Teeth)
- Dedykacja (Dedication)
- Palec (The Moving Finger)
- Trampki (Sneakers)
- Mają tu kapelę jak wszyscy diabli (You Know They Got a Hell of a Band)
- Urodzi się w domu (Home Delivery)
- Pora deszczowa (Rainy Season)
- Mój śliczny kucyk (My Pretty Pony)
- Przepraszam, to nie pomyłka (Sorry, Right Number)
- Ludzie Godziny Dziesiątej (The Ten O'Clock People)
- Crouch End (Crouch End)
- Dom na Maple Street (The House On Maple Street)
- Piąta ćwiartka (The Fifth Quarter)
- Sprawa doktora (The Doctor's Case)
- Ostatnia sprawa Umneya (Umney's Last Case)
- Pałka niżej! (Head Down)
- Brooklyński sierpień (Brooklyn August)
- Noty (Notes)
- Żebrak i diament (The Beggar and the Diamond)

## Ekranizacje
Kilka utworów ze zbioru zostało sfilmowanych. Wśród nich: "Nocny latawiec", "Przepraszam, to nie pomyłka", "Palec", "Gryziszczęka", "Koniec całego bałaganu", "Mają tu kapelę jak wszyscy diabli", "Crouch End", "Mój śliczny kucyk", "Cadillac Dolana", "Piąta ćwiartka" i "Ostatnia sprawa Umneya".